# 刺绒蚧属
刺绒蚧属（学名：Physeriococcus）是红蚧科的一属。

## 下属物种
本属包括以下物种：
- 刺绒蚧 Physeriococcus cellulosus Borchsenius, 1959